# Munții Rila

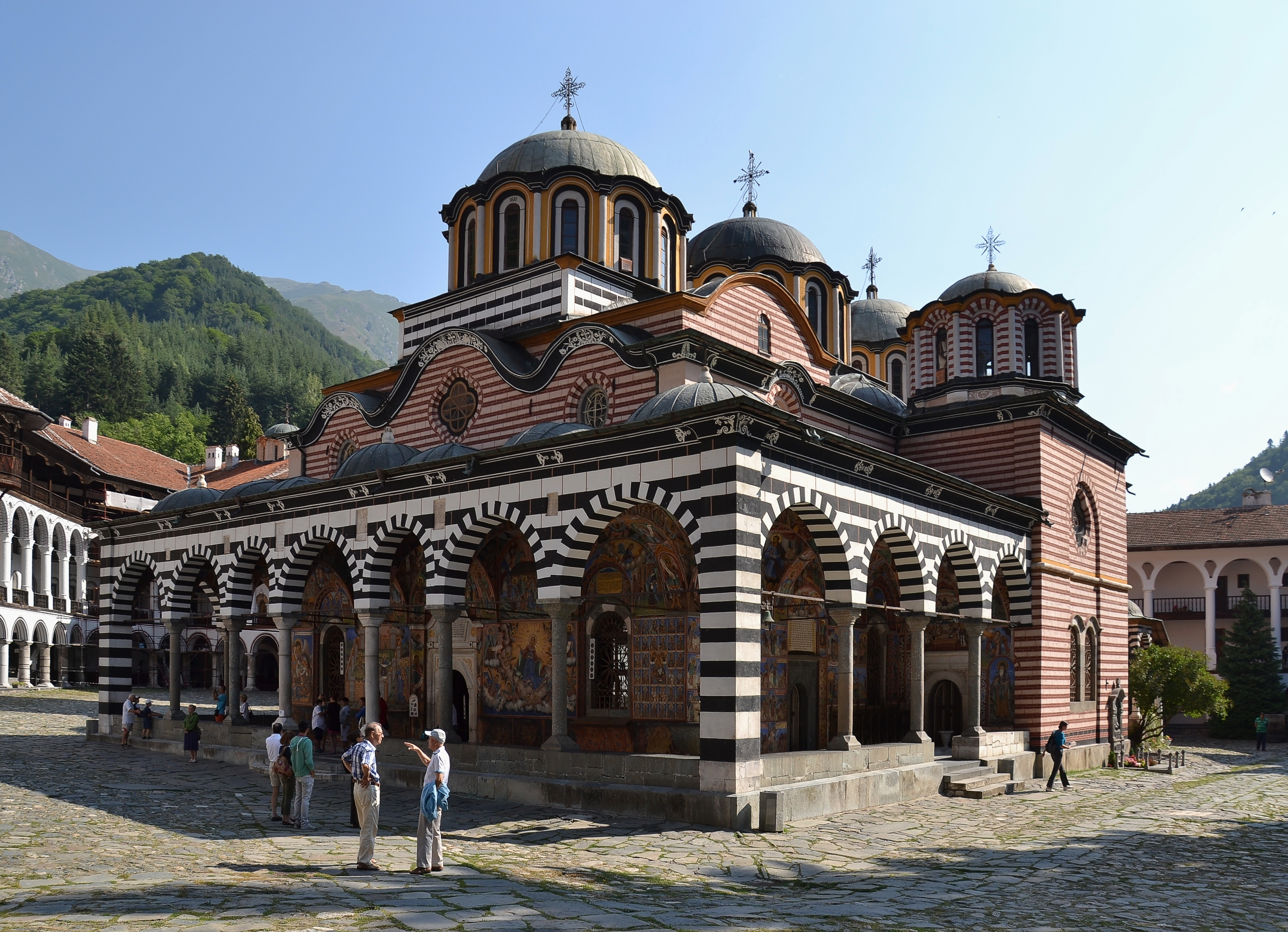
Mănăstirea Rila

Munții Rila se găsesc in partea de sud-vest a Bulgariei, constituind o prelungire spre nord-vest a Munților Rodopi. In zona de piemont a acestui masiv muntos se află cunoscuta 'mănăstire Rila, fondată de Ivan Rilski în sec.IX-X, refăcută după incendiile din sec.XIV și XIX. Actualul ansamblu a fost finisat între anii 1836-1860.
Mănăstirea a fost inclusă pe lista patrimoniului mondial cultural UNESCO.